# 버크민스터 풀러

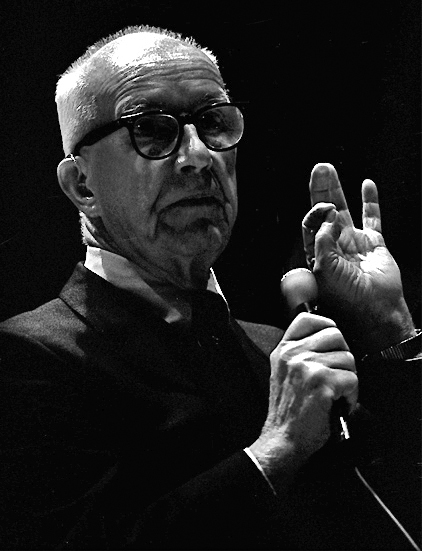
Fuller (1972)

리처드 버크민스터 "버키" 풀러(Richard Buckminster "Bucky" Fuller, 1895년 7월 12일 ~ 1983년 7월 1일)는 미국의 건축가·작가·디자이너·발명가·시인이었다. 멘사의 두 번째 회장이었다. 그는 지오데식 돔을 디자인했는데, 이것은 부분적으로 크로마뇽인의 돔 형태 움막에서 영감을 받은 것이다.

## 같이 보기
- 정신권